# Energía nuclear en Ucrania
La Energía Nuclear en Ucrania está compuesta principalmente por la operación de cuatro plantas de energía nuclear que contienen unos 15 reactores ubicados en Volhynia y el Sur de Ucrania. La capacidad total de la energía nuclear instalada en Ucrania supera los 13 GWe, ocupando de esa manera el séptimo lugar a nivel mundial durante el año 2020. La encargada de operar estas cuatro centrales nucleares es la empresa estatal ucraniana Energoatom. En 2019, la energía nuclear suministró más del 20% de la energía total de Ucrania.
70TWh de la generación eléctrica fue nuclear en 2020, más del 50%. Esta fue la tercera participación más grande, solo Francia y Eslovaquia tuvieron una participación más alta . La central nuclear más grande de Europa está en Ucrania. El Desastre de Chernobyl de 1986 en el norte de Ucrania fue el accidente nuclear más grave del mundo.
La falta de carbón para las centrales eléctricas de carbón de Ucrania debido a la Guerra en el Dombás y el cierre de uno de los seis reactores de la planta de energía nuclear de Zaporizhzhia provocó apagones en todo el país en diciembre de 2014.

## Contexto
La planta de energía nuclear más grande de Europa, la planta de energía nuclear de Zaporizhzhia , se encuentra en Ucrania. En 2006, el gobierno planeó construir 11 nuevos reactores para el año 2030, lo que casi duplicaría la cantidad actual de capacidad de energía nuclear.  El sector eléctrico de Ucrania es el duodécimo más grande del mundo en términos de capacidad instalada, con 54 gigavatios (GW). La energía renovable todavía juega un papel muy modesto en la producción eléctrica; en 2005 la producción de energía fue suplida por las siguientes fuentes: nuclear (47 por ciento), térmica (45 por ciento), hidroeléctrica y otras (8 por ciento).
El desastre de Chernobyl fue un accidente nuclear que ocurrió el 26 de abril de 1986 en la planta de energía nuclear de Chernobyl en Ucrania. Una explosión y un incendio liberaron grandes cantidades de contaminación radiactiva a la atmósfera, que se extendió por gran parte del oeste de la URSS y Europa. Se considera el peor accidente de una planta de energía nuclear de la historia y es uno de los dos únicos eventos clasificados como un evento de nivel 7 en la Escala Internacional de Eventos Nucleares (el otro es el desastre nuclear de Fukushima Daiichi). La batalla para contener la contaminación y evitar una catástrofe mayor finalmente involucró a más de 500 000 trabajadores y costó aproximadamente 18 000 millones de rublos, paralizando la economía soviética.
Ucrania solía recibir su combustible nuclear exclusivamente de Rusia a través de la empresa rusa TVEL. Desde 2008, el país también obtiene combustible nuclear de Westinghouse. Desde 2014, la participación de las importaciones de Westinghouse creció a más del 30% en 2016 debido a la fuerte desaprobación social de cualquier relación económica con Rusia después de la anexión de Crimea. En 2018, el contrato de Westinghouse para suministrar combustible VVER se extendió hasta 2025. El petróleo y el gas natural proporcionan el resto de la energía del país; estos también son importados de la antigua Unión Soviética.
En 2011, Energoatom inició un proyecto para alinear la seguridad con los estándares internacionales a un costo estimado de $ 1.8 mil millones, con una fecha de finalización prevista para 2017. En 2015, la fecha de finalización se retrasó hasta 2020 debido a retrasos en la financiación. En 2015, algunas agencias gubernamentales hicieron acusaciones de corrupción contra Energoatom, con preocupaciones planteadas por el primer ministro Arseniy Yatsenyuk. En marzo de 2016, los tribunales ucranianos congelaron los activos y las cuentas bancarias de Energoatom por presuntas deudas impagas; Energoatom apeló la decisión, pero las finanzas congeladas llevaron a incumplimientos contractuales. En junio de 2016 se descongelaron sus cuentas bancarias.
En febrero de 2018, Ucrania obtuvo 250 millones de dólares de financiación estadounidense para construir una instalación de almacenamiento de combustible nuclear gastado, que evitará la necesidad de enviar combustible nuclear gastado a Rusia.
En 2018, Energoatom declaró que los precios de la electricidad eran demasiado bajos para cubrir el costo del nuevo combustible nuclear y pidió un aumento de precios.
En 2008, Westinghouse Electric Company ganó un contrato de cinco años para vender combustible nuclear a tres reactores ucranianos a partir de 2011. Después del Euromaidan, el entonces presidente Viktor Yanukovych introdujo una prohibición sobre los envíos de combustible nuclear de Rosatom a Europa a través de Ucrania, que entró en vigor a partir desde 28 de enero hasta el 6 de marzo de 2014. En 2016, la participación de Rusia se redujo al 55 por ciento, Westinghouse suministró combustible nuclear para seis de los reactores nucleares VVER-1000 de Ucrania. Después de la anexión rusa de Crimea en abril de 2014, la Compañía Nacional de Generación de Energía Nuclear de Ucrania Energoatomy Westinghouse extendió el contrato de entrega de combustible hasta 2020.
En 2019, Energoatom y Turboatom firmaron un contrato de cinco años para modernizar condensadores y turbinas en varias centrales nucleares de Ucrania.
El 4 de diciembre de 2019, el gobierno de Ucrania nombró a Pavlo Pavlyshyn director interino de Energoatom . Durante enero de 2020, Energoatom discutió ocho proyectos de ley con el presidente del subcomité de energía nuclear y seguridad del parlamento ucraniano , con el objetivo de cumplir con las obligaciones y estándares internacionales, y la estabilización financiera de Energoatom.
En agosto de 2021, Energoatom y Westinghouse firmaron un contrato para la construcción de reactores Westinghouse AP1000 para reemplazar los bloques sin terminar en la central eléctrica de Khmelnitskyi.

### 2022
El 24 de febrero de 2022, la red eléctrica ucraniana se desconectó de la red IPS/UPS postsoviética , antes de sincronizarse con la red síncrona de Europa continental que se logró el 16 de marzo.
En marzo de 2022, las fuerzas rusas tomaron el control de la central nuclear de Zaporizhzhia . Continúa operando y suministrando datos, incluso desde un sistema de monitoreo remoto, al OIEA.

## Minería de Uranio
En 2005 había 17 depósitos en la cuenta de saldo estatal. Se estaban desarrollando tres de ellos, Vatutine, Central y Michurinske, mientras que se estaba construyendo una fábrica de enriquecimiento de minerales en Novokostiantyniv. El Número de depósitos agotados (es decir, Devladove, Zhovtorichenske, Pershotravneve, Bratske).
Los activistas han estado alertando durante mucho tiempo sobre la planta química Dnipro en Kamianske, que es una instalación militar de procesamiento de uranio de la época soviética que consta de edificios industriales, equipos que contienen desechos de uranio y grandes vertederos donde se almacenaban los relaves. Se han documentado fugas de tierra, agua y polvo a pequeña escala en la instalación, pero aparte de asegurar el perímetro, no se ha hecho mucho para asegurar adecuadamente la planta.

## Reactores
Todos los reactores RBMK de Ucrania (del tipo involucrado en el desastre de Chernobyl de 1986) estaban ubicados en la planta de energía nuclear de Chernobyl. Todos los reactores allí se han cerrado, dejando solo los reactores VVER mucho más seguros en funcionamiento en el país. Tres de los reactores enumerados se construyeron en la Ucrania posterior a la independencia, y el primero de ellos se construyó en 1995; los otros dieciséis reactores el país heredó de la Unión Soviética.